# University of Pennsylvania
 Ikke at forveksle med Pennsylvania State University.
University of Pennsylvania er et amerikansk universitet grundlagt i 1740 af Benjamin Franklin og dermed et af USA's ældste universiteter, idet de tidligere grundlagte uddannelsesinstitutioner i USA havde karakter af såkaldte "Colleges". Det ligger i Philadelphia, Pennsylvania og er et af de såkaldte Ivy League-universiteter.
Det anses for at tilhøre eliten blandt de amerikanske universiteter, og særligt universitetets business school (Wharton), juridiske fakultet og sygeplejeskole anses for at være af høj standard.